# Gornje Crniljevo
Gornje Crniljevo (em cirílico: Горње Црниљево) é uma vila da Sérvia localizada no município de Osečina, pertencente ao distrito de Kolubara. A sua população era de 407 habitantes segundo o censo de 2011.

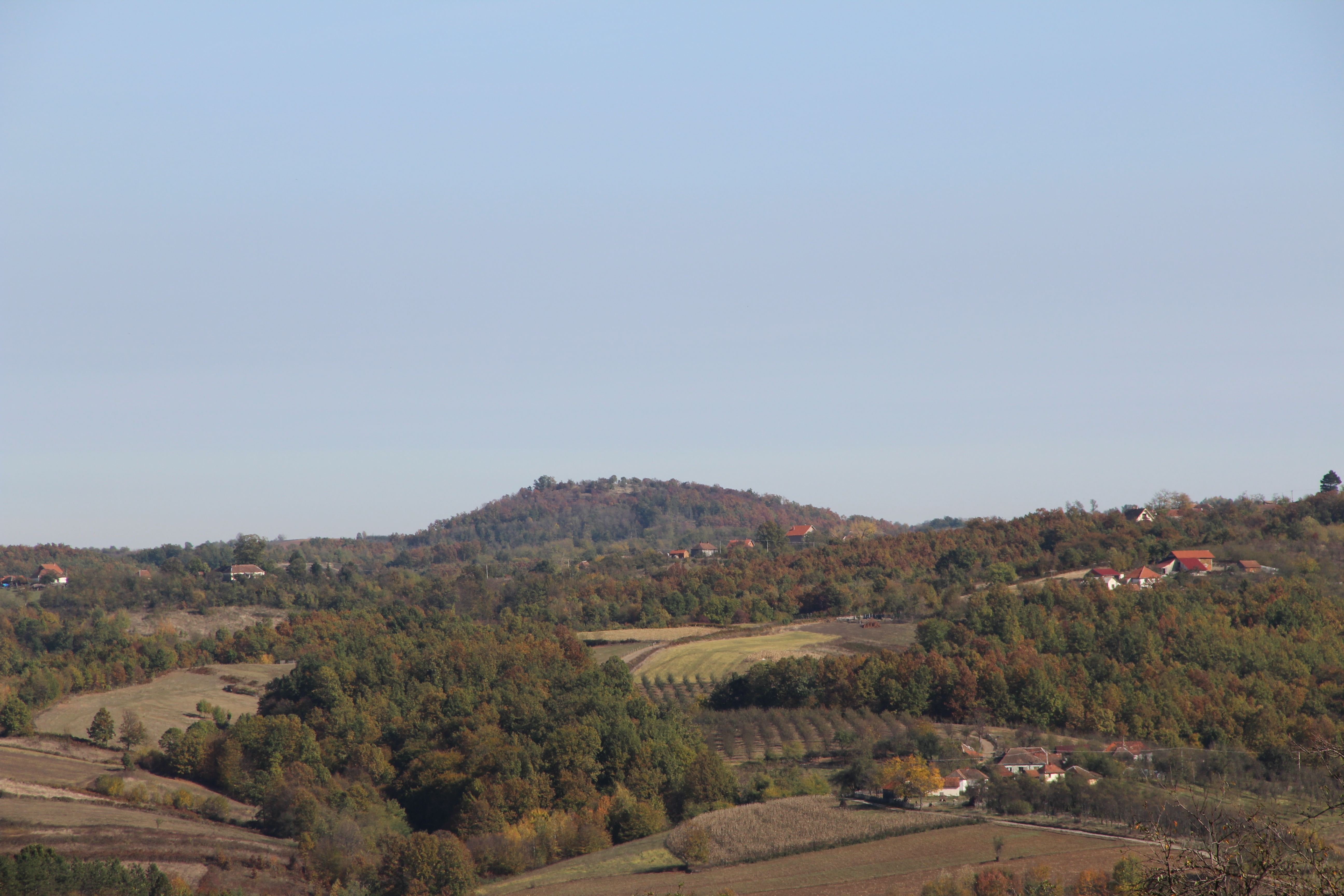
Gornje Crniljevo - panorama
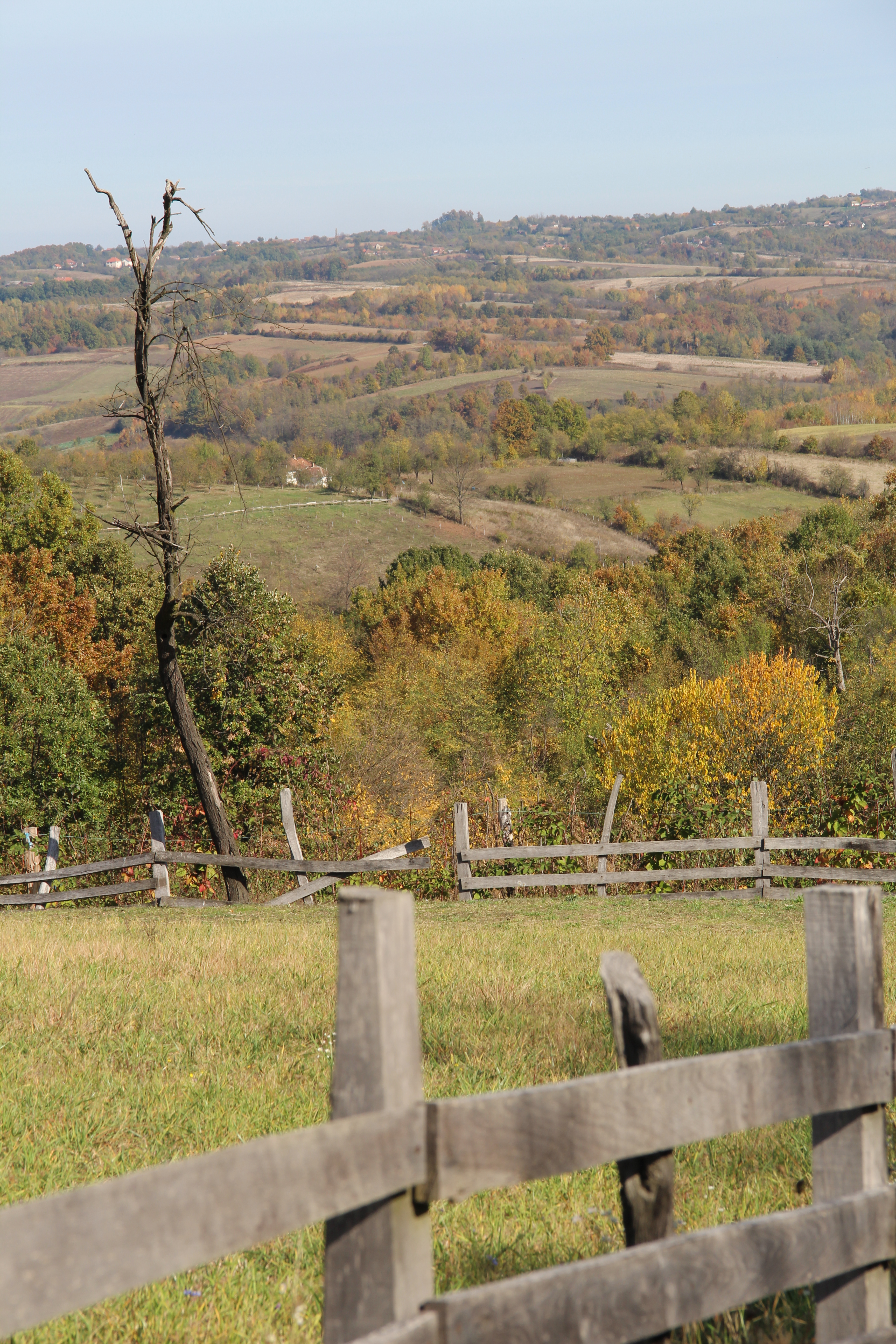
Gornje Crniljevo - panorama
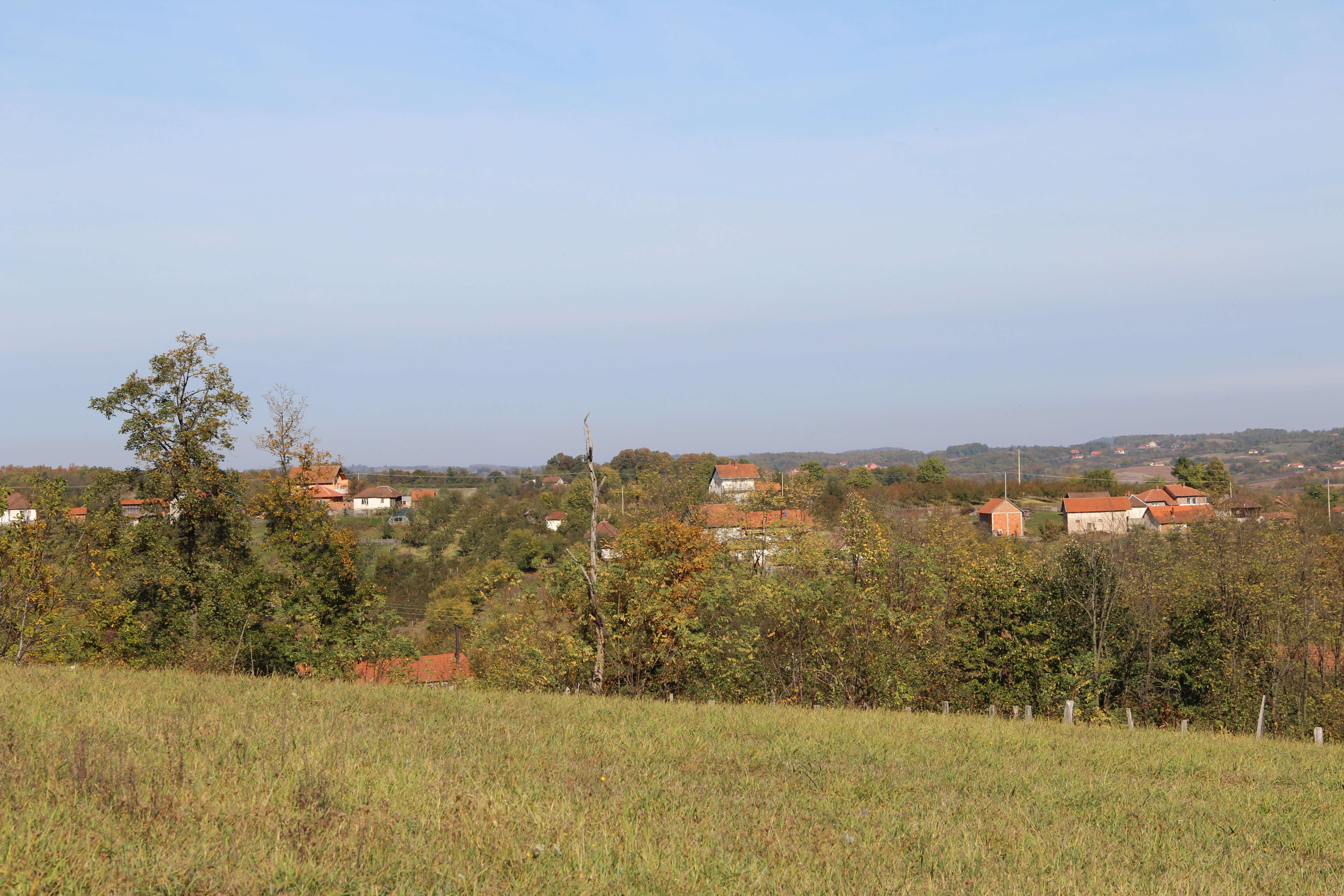
Gornje Crniljevo - panorama
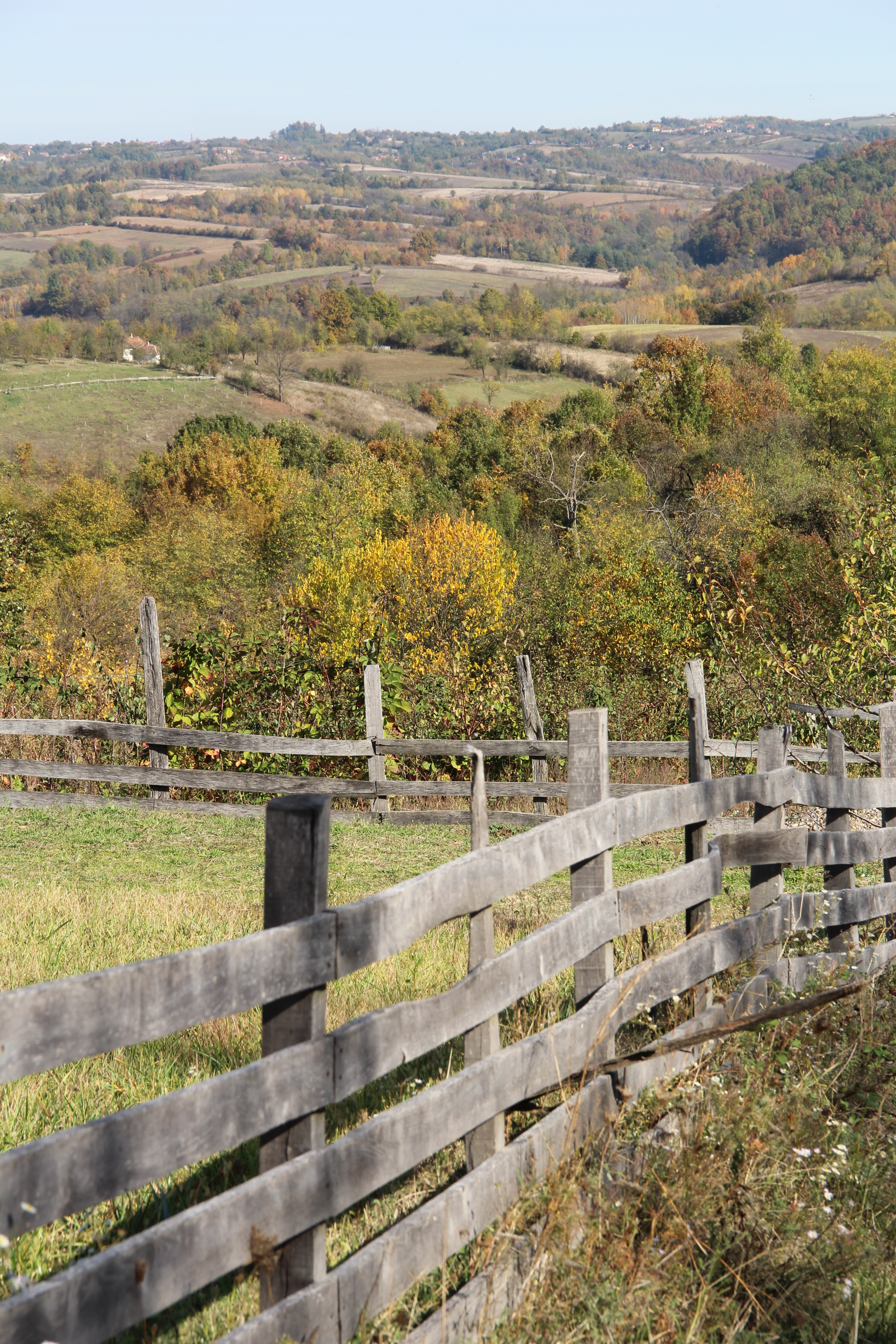
Gornje Crniljevo - panorama
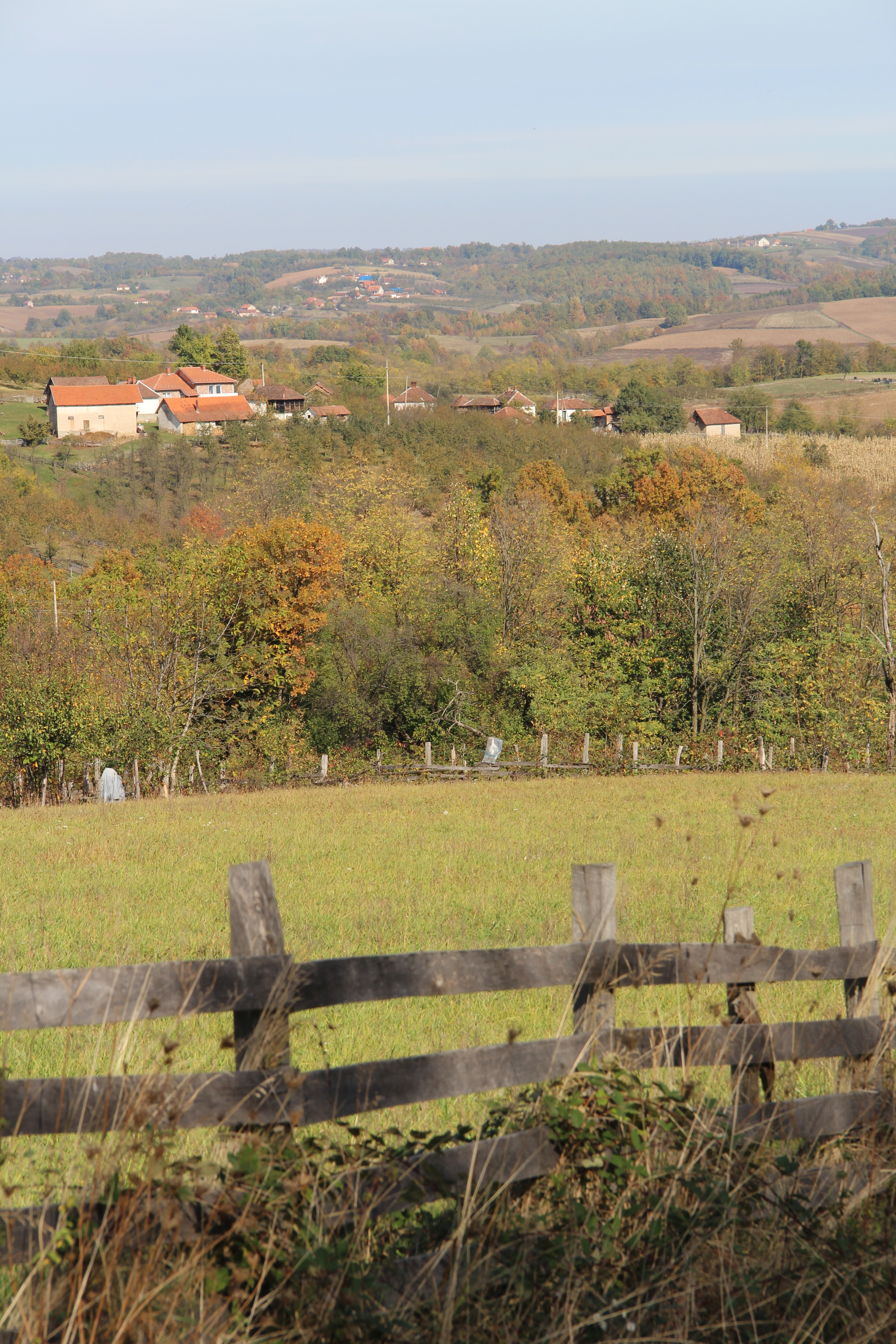
Gornje Crniljevo - panorama
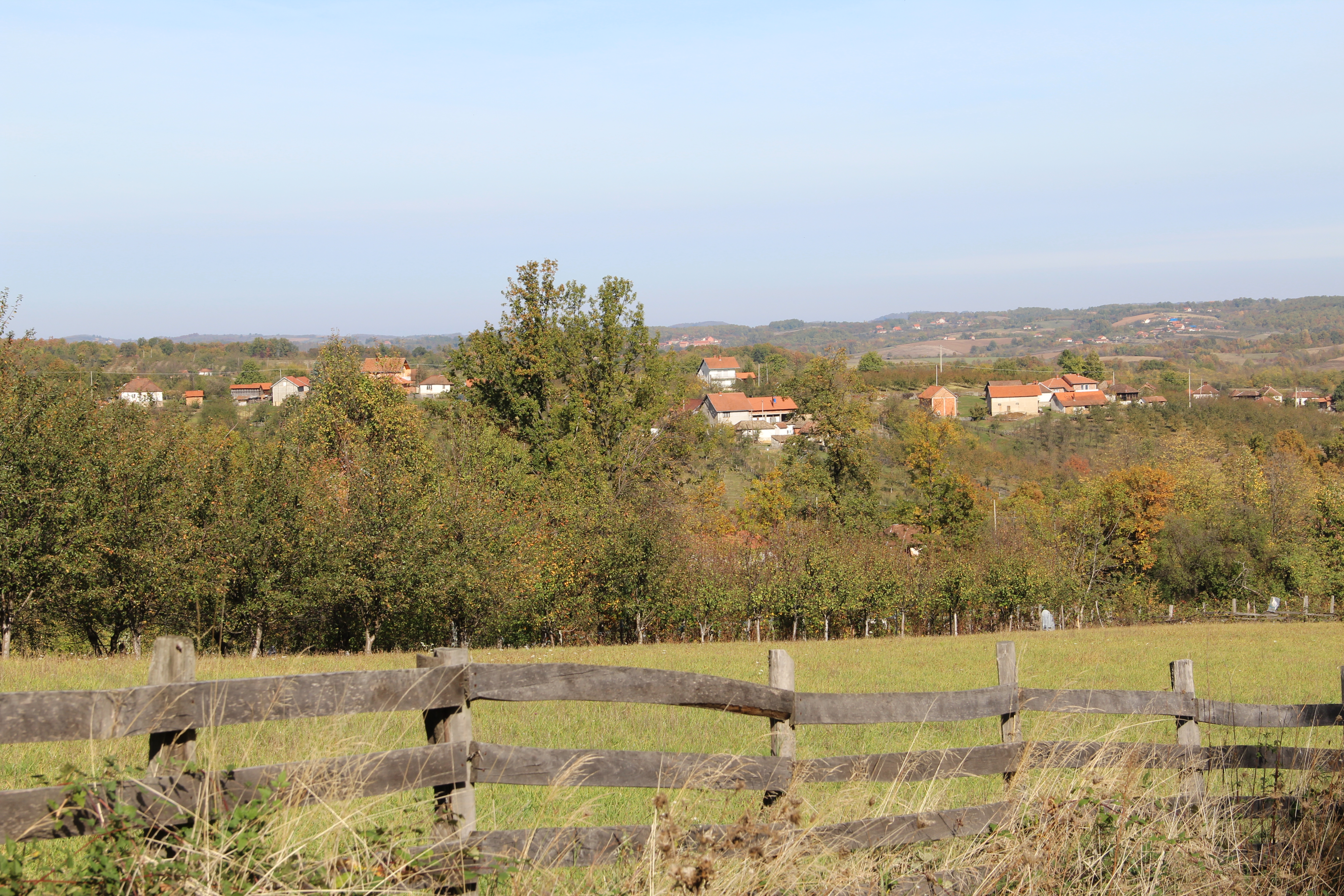
Gornje Crniljevo - panorama
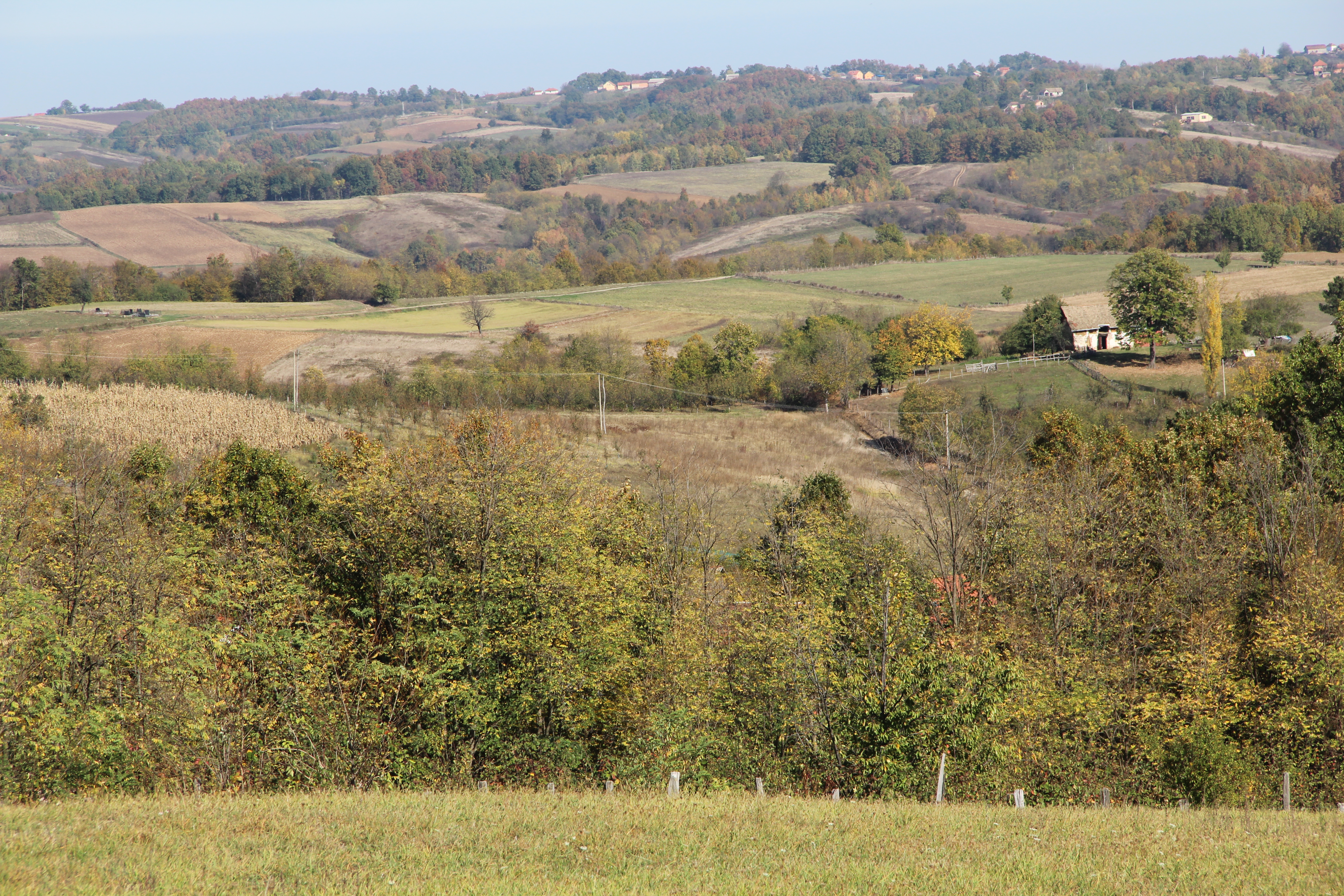
Gornje Crniljevo - panorama
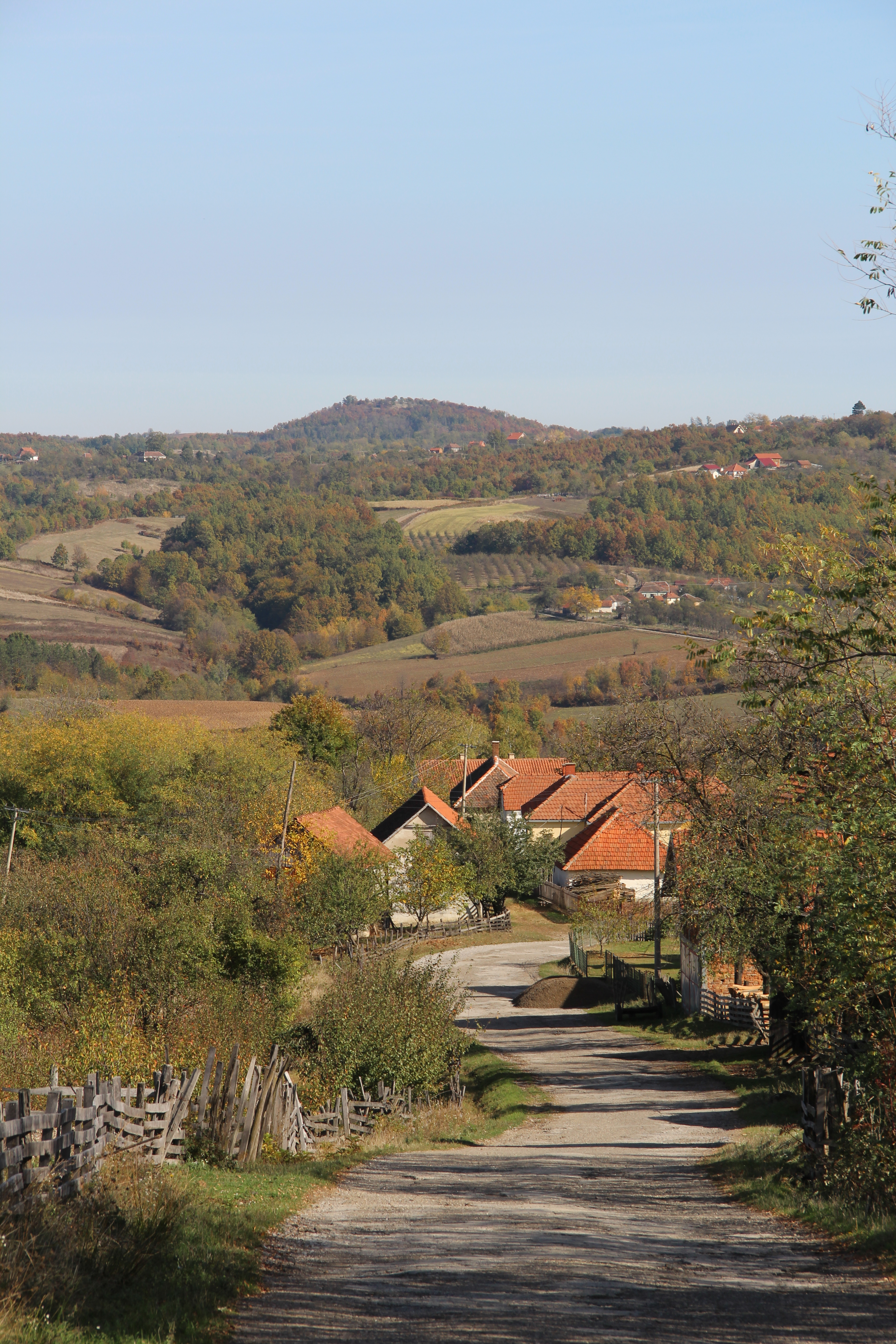
Gornje Crniljevo - panorama

## Demografia
| 1948  | 1953  | 1961  | 1971 | 1981 | 1991 | 2002 | 2011 |
| ----- | ----- | ----- | ---- | ---- | ---- | ---- | ---- |
| 1 115 | 1 155 | 1 073 | 988  | 876  | 695  | 554  | 407  |